# Amersfoort
Amersfoort (/ˈaː.mərs.ˌfoːrt/ⓘ) es una ciudad, y también un municipio, de los Países Bajos, en la provincia de Utrecht junto al río Eem. Su población asciende a los 155.614 habitantes (según censo de 2018), lo que la convierte en la segunda ciudad de la región tras Utrecht.

## Núcleos poblacionales
El municipio de Amersfoort se compone de las distritos: Binnenstad, Hoogland, Hooglanderveen, Vathorst, Schothorst, Zielhorst, Kattenbroek, Nieuwland, Liendert-Rustenburg, Schuilenburg, Bergkwartier, Kruiskamp, Randenbroek-Schuilenburg y Soesterkwartier

## Historia
Grupos de cazadores-recolectores instalaron sus campamentos en la región de Amersfoort durante el Mesolítico. Al norte de la ciudad se han encontrado restos muy vagos de estos asentamientos, generalmente del núcleo del campamento. En algunos de ellos también se han encontrado objetos microlíticos fabricados en sílex.
Los primeros asentamientos en la región de Amersfoort datan de alrededor de 1000 a. C., pero el nombre de Amersfoort no aparece hasta el siglo XI. El nombre de la ciudad podría proceder de un vado (foort) del río Amer (actualmente el río Eem).
La ciudad se desarrolló en torno a la actual plaza central, el Hof. Fue aquí donde el Obispo de Utrecht instaló su palacio a fin de controlar mejor la Gelderse vallei. En 1259 el entonces obispo de Utrecht, Hendrik van Viandeno le concede el estatus de ciudad.
Sobre 1300 se finalizó la construcción de un primer muro defensivo de ladrillo. No tardó mucho en quedarse pequeño dado el crecimiento de la ciudad, por lo que alrededor de 1380 se emprendió la construcción de un nuevo muro, que fue finalizado sobre 1450. La famosa Koppelpoort (una puerta terrestre y fluvial al mismo tiempo) forma parte de esta edificación defensiva. El primer muro fue demolido y su lugar fue ocupado por casas. La actual calle Muurhuizen (casas del muro) se encuentra en la misma ubicación que ocupaba este primer muro, estando estas casas construidas sobre los cimientos del muro.

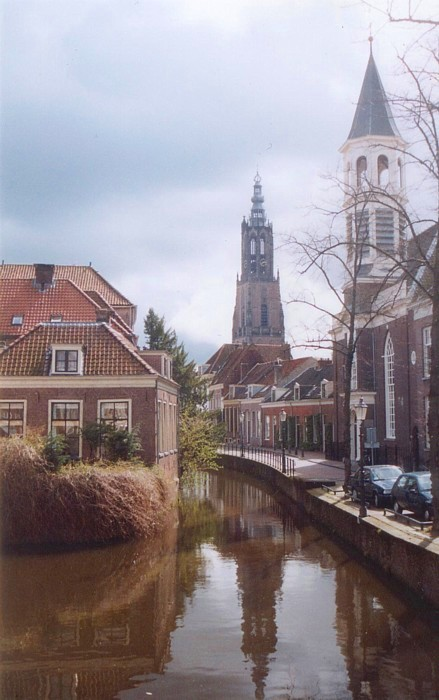
El río Eem a su paso por Amersfoort, vista de la Torre de Nuestra Señora al fondo.

La construcción de la iglesia de Nuestra Señora comienza en 1444. En 1787 se derrumbó como consecuencia de una explosión, quedando en pie únicamente la torre, conocida como Onze-Lieve-Vrouwentoren (Torre de Nuestra Señora), una de las torres de iglesia más altas del país, con 98 m. Actualmente la torre es el punto de referencia del sistema de coordenadas RD utilizado por el Servicio Topográfico Neerlandés, siendo sus coordenadas (155.000, 463.000).
La ciudad vieja conserva casi intacto el aspecto que tenía en la Edad Media, época en la que la ciudad era un importante centro de industria textil y contaba con numerosas fábricas de cerveza. En el siglo XVIII la ciudad floreció gracias al cultivo del tabaco.

### Keistad
El sobrenombre de Amersfoort, Keistad (ciudad de la piedra), se debe a la Amersfoortse Kei, una roca que fue arrastrada por 400 personas hasta la ciudad en 1661 a causa de una apuesta. Esta historia avergonzaba a sus habitantes, así que enterraron el pedrusco, pero cuando fue encontrado en 1903 fue colocada en una ubicación destacada de la ciudad como monumento.

### Segunda Guerra Mundial
Durante la Segunda Guerra Mundial cerca de la ciudad hubo un campo de concentración. El campo era llamado oficialmente Polizeiliches Durchgangslager Amersfoort, aunque era más conocido como Kamp Amersfoort. En realidad estaba ubicado en la vecina localidad de Leusden.Tras la guerra, el responsable del campo, Joseph Kotälla, fue sentenciado a muerte.

## Infraestructura
- Las principales autopistas A28 y A1
- Amersfoort tiene tres estaciones de tren: Amersfoort, Amersfoort Schothorst y Amersfoort Vathorst
- Syntus Utrecht proporciona los servicios de autobuses locales.

## Monumentos

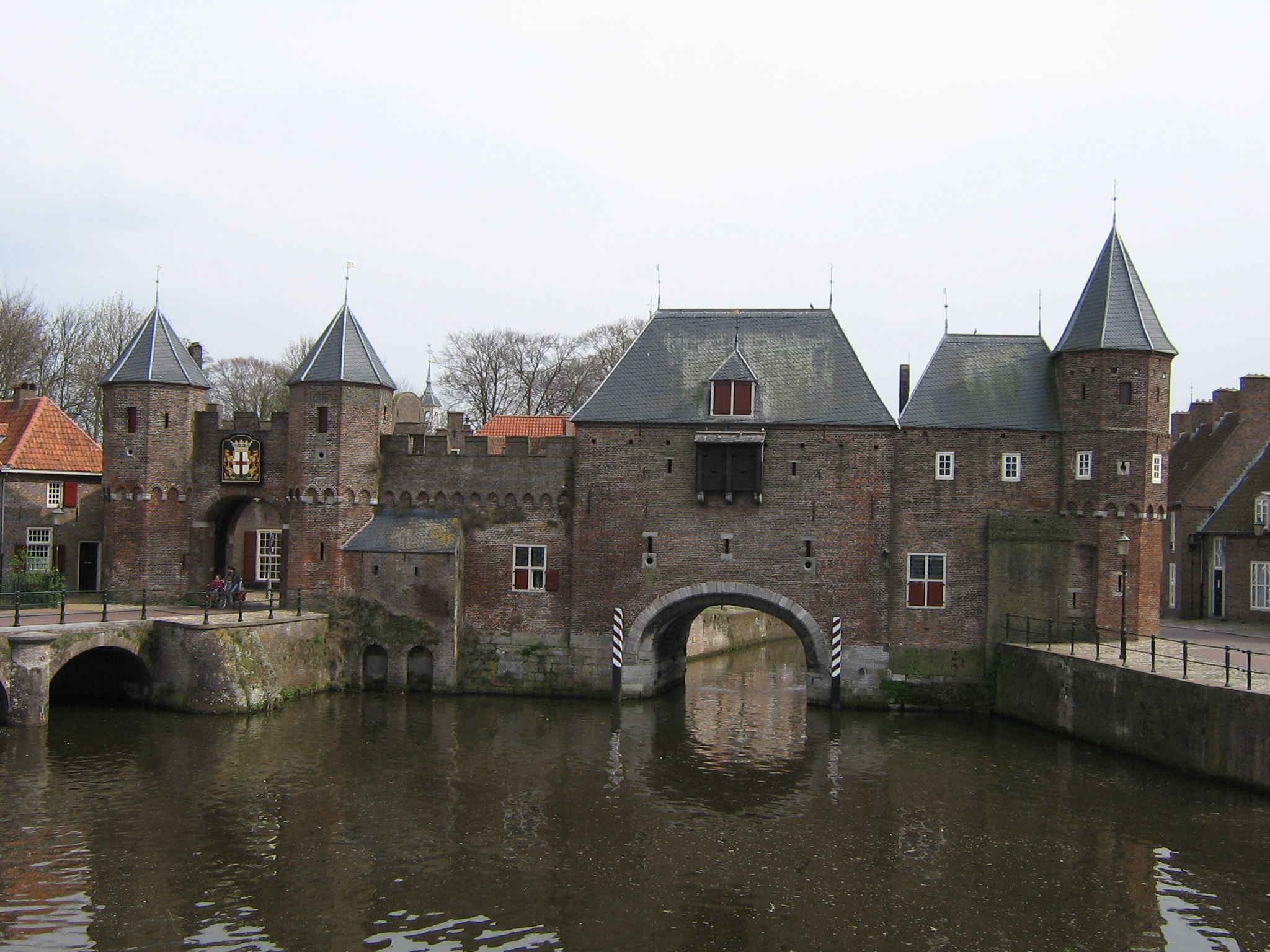
La Koppelpoort.

- Como ya se ha comentado, la ciudad vieja conserva casi intacto su aspecto medieval.

- La Onze-Lieve-Vrouwetoren (Torre de Nuestra Señora, ).

- La iglesia de Sint-Joris.

- La Koppelpoort una puerta terrestre y fluvial en los muros de la ciudad.

- Las Muurhuizen (casas del muro), construidas sobre los terrenos que ocupaba el primer muro defensivo de la ciudad.

- La Amersfoortse Kei, anteriormente motivo de vergüenza para la ciudad y ahora convertida en una parada indispensable para cualquiera que visite la ciudad.
- La casa natal de Piet Mondrian

## Personajes ilustres nacidos en Amersfoort

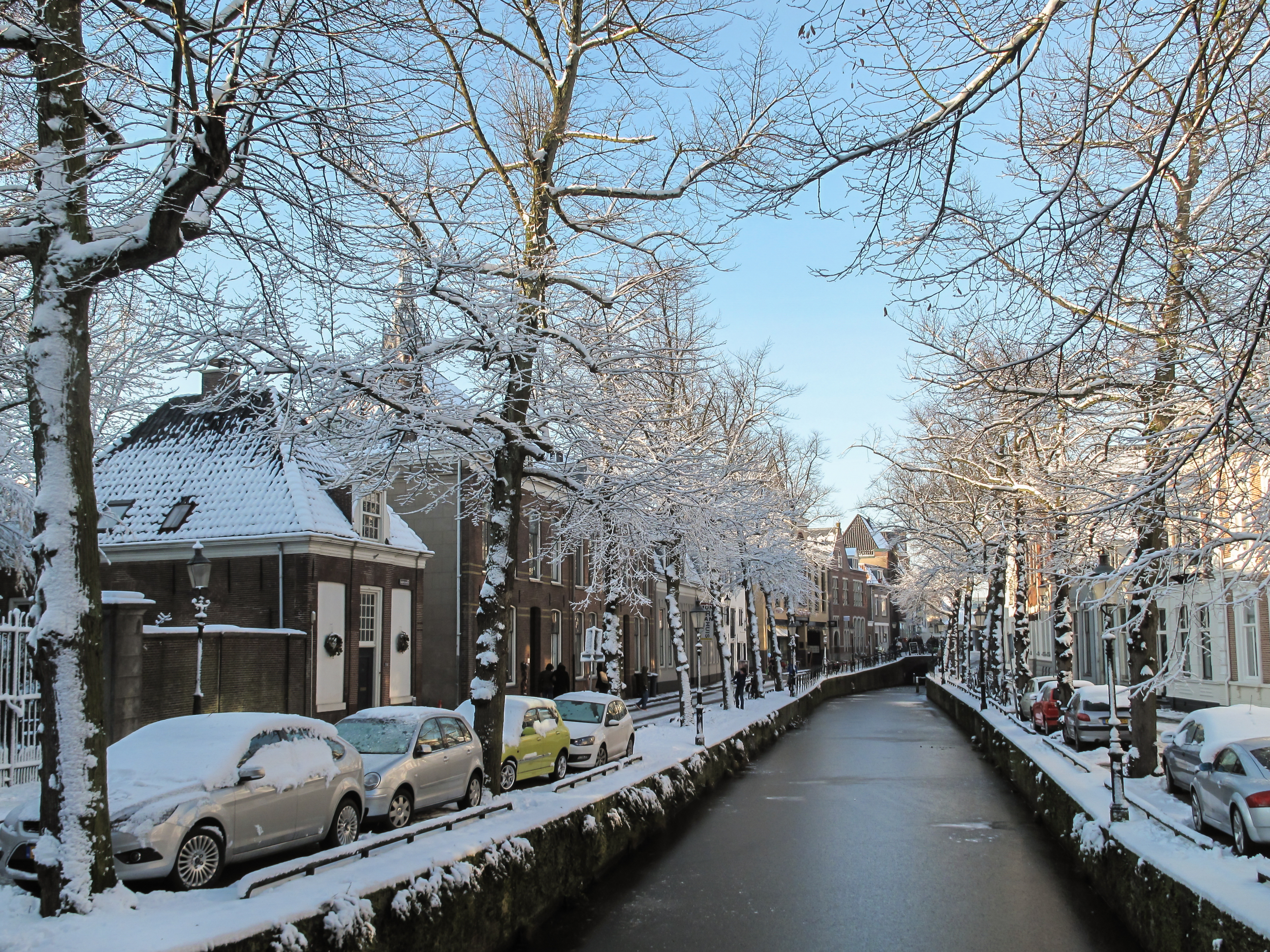
Vista de la calle (de Kortegracht) desde Muurhuizen en el invierno

- Paulus Buys (1531-1594) – gran pensionario.
- Johan van Oldenbarnevelt (1547-1619) – estadista.
- Gaspar van Wittel (1653-1736) – pintor.
- Matthias Stomer (¿1600?-¿1650?) - pintor.
- Piet Mondrian (1872-1944) – pintor.
- Johannes Heesters (1903-2011) – actor, cantante y artista.
- Frank Rosen (1946), escultor
- Ben Pon (1936) – piloto automovilístico.
- Loet Geutjes (1943) – jugador de waterpolo.
- Feike de Vries (1943) – jugador de waterpolo.
- Anke Rijnders (1956) – nadador.
- Peter Drost (1958) – nadador.
- Frank Drost (1963) – nadador.
- Jan Wagenaar (1965) – jugador de waterpolo
- Deidre Holland (1966) – actriz porno.
- Arie van de Bunt (1969) – portero de waterpolo.
- Margriet van der Linden (1970) –  periodista y presentador
- Annechien Steenhuizen (1977) – lector de noticias
- Koen Jansen (1980) – rapero Diggy Dex
- Vincent Patty (1981) – rapero Jiggy Djé
- Muslu Nalbantoĝlu (1983) – jugador de fútbol
- Leo Roelandschap (1985) – rapero Bizzey
- Igmar Felicia (1990) – radio DJ
- Lars van der Haar (1991) – ciclista
- Wilco Kelderman (1991) – ciclista
- Bart Vriends (1991) – jugador de fútbol
- Marco van Ginkel (1992) – jugador de fútbol
- Jurriaan Wouters (1993) – atleta
- Bart Ramselaar (1996) – jugador de fútbol
- Femke Bol (2000) - atleta

## Miscelánea
- La sede nacional de la asociación de tenis KNTLB se encuentra en Amersfoort.
- Desde el 2002 al 2008 fue sede del Torneo de Amersfoort de la ATP.
- El exitoso Rugbyclub Eemland ha estado jugando en Amersfoort desde 1975.
- La oficina central de productos lácteos de Friesland Campina se encuentra en Amersfoort.
- La empresa de construcción más grande de los Países Bajos VolkerWessels tiene su sede en Amersfoort
- El feriado público anual del Día del Rey tuvo lugar en 2019 en Amersfoort

## Ciudades asociadas
- Liberec (República Checa)
- Albufeira (Portugal)